# 마리우시 체르카프스키
마리우시 크시슈토프 체르카프스키(폴란드어: Mariusz Krzysztof Czerkawski, 1972년 4월 13일~)는 폴란드의 전직 아이스하키 선수로 포지션은 라이트윙이다. 폴란드 아이스하키 선수로는 최초로 내셔널 하키 리그(NHL)에서 활동했으며, NHL의 보스턴 브루인스, 에드먼턴 오일러스, 뉴욕 아일런더스, 카나디앵 드 몽레알, 토론토 메이플리프스의 소속으로 뛰었다. 또한 폴란드 국가대표팀의 일원으로 활동하여 1992년 동계 올림픽 등 여러 국제 대회에 참가했다.

## 수상

### 클럽
유르고르덴
- 유러피언컵(1992)

### 개인
- 엘리트세리엔 득점왕(1993)
- 엘리트세리엔 올스타(1994)
- 세계 주니어 선수권 대회 득점왕(1991)

### 수훈
- 기사십자 폴란드 재건국 훈장(2004년 6월 21일)
- 티히 명예시민(2009년 1월 23일)